# Todo incluido
Todo incluido - conocido en inglés como all inclusive - hace referencia a una fórmula de paquetes turísticos en los que el consumidor paga un precio cerrado por todos los servicios de un hotel. En general, todo incluido significa que todos los gastos ya están incluidos en el precio de la habitación (comida, bebidas y una selección más o menos importante de actividades extra). Sin embargo, los tratamientos de spa, los deportes acuáticos motorizados y el submarinismo casi siempre se cobran. Además, los vinos, licores y otras bebidas alcohólicas importadas suelen ofrecerse con cargo extra.
Cada hotel u operador turístico puede entender el paquete todo incluido de forma diferente, no existe aún una norma internacional. Así que es aconsejable comprobar qué incluye realmente el paquete todo incluido para evitar sorpresas desagradables.
Las vacaciones todo incluido, que son especialmente populares para las familias porque todo está incluido y se paga antes de la salida, están ganando cada vez más adeptos entre quienes quieren mantener bajo control el presupuesto de sus vacaciones. Los hoteles Todo Incluido están diseñados para que los clientes no tenga la necesidad de salir del hotel ya que dentro tienes todo lo necesario.

## Historia del todo incluido
Aunque algunas colonias de vacaciones de Butlin's en el Reino Unido habían ofrecido un concepto similar en los años 30, el moderno complejo turístico con todo incluido tiene sus orígenes en los años 50, con la fundación de la empresa Club Med por el empresario belga Gérard Blitz. Su primer complejo se inauguró en Alcudia (Mallorca, España) en 1950, donde los huéspedes se alojaban en tiendas de campaña y cabañas básicas de paja junto a la playa.